# Нижньолужицька западина

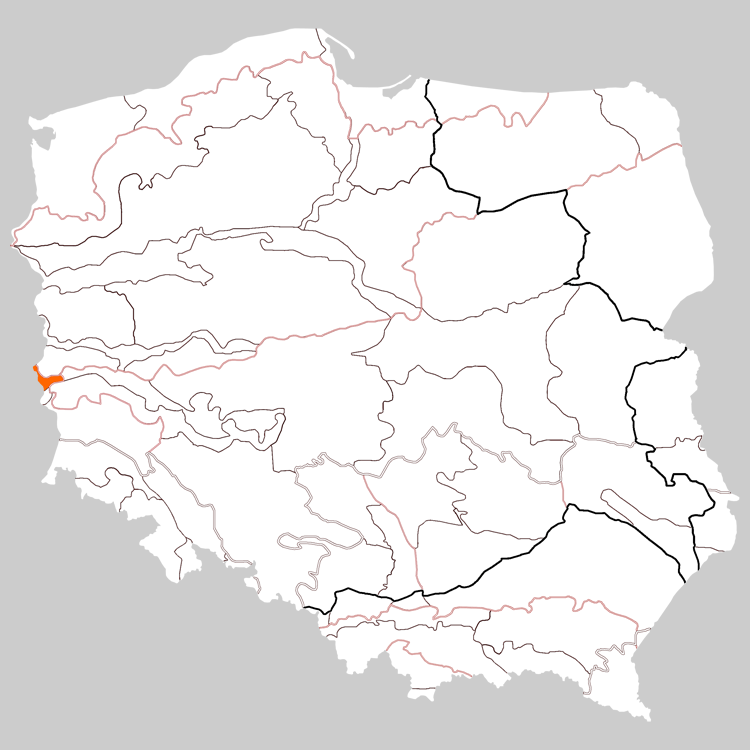
Макрорегіон на фізико-географічній карті Польщі

Нижньолу́жицька запа́дина (пол. Obniżenie Dolnołużyckie) (317.2) — фізико-географічний макрорегіон у східній Німеччині та західній Польщі, східна частина Саксонсько-Лужицьких низовин.
У Польщі знаходиться лише один мезорегіон: Засецька котловина (317.23) (частина).